# Ahmed Aboutaleb
Ahmed Aboutaleb (Beni Szidel, Rif-hegység, 1961. augusztus 29. –) marokkói származású holland munkáspárti politikus, Rotterdam polgármestere. Ő az első olyan holland politikus egy nagyobb város élén, aki muszlim bevándorlóként került az országba. Marokkói állampolgársággal is rendelkezik, gyakorló muszlim.

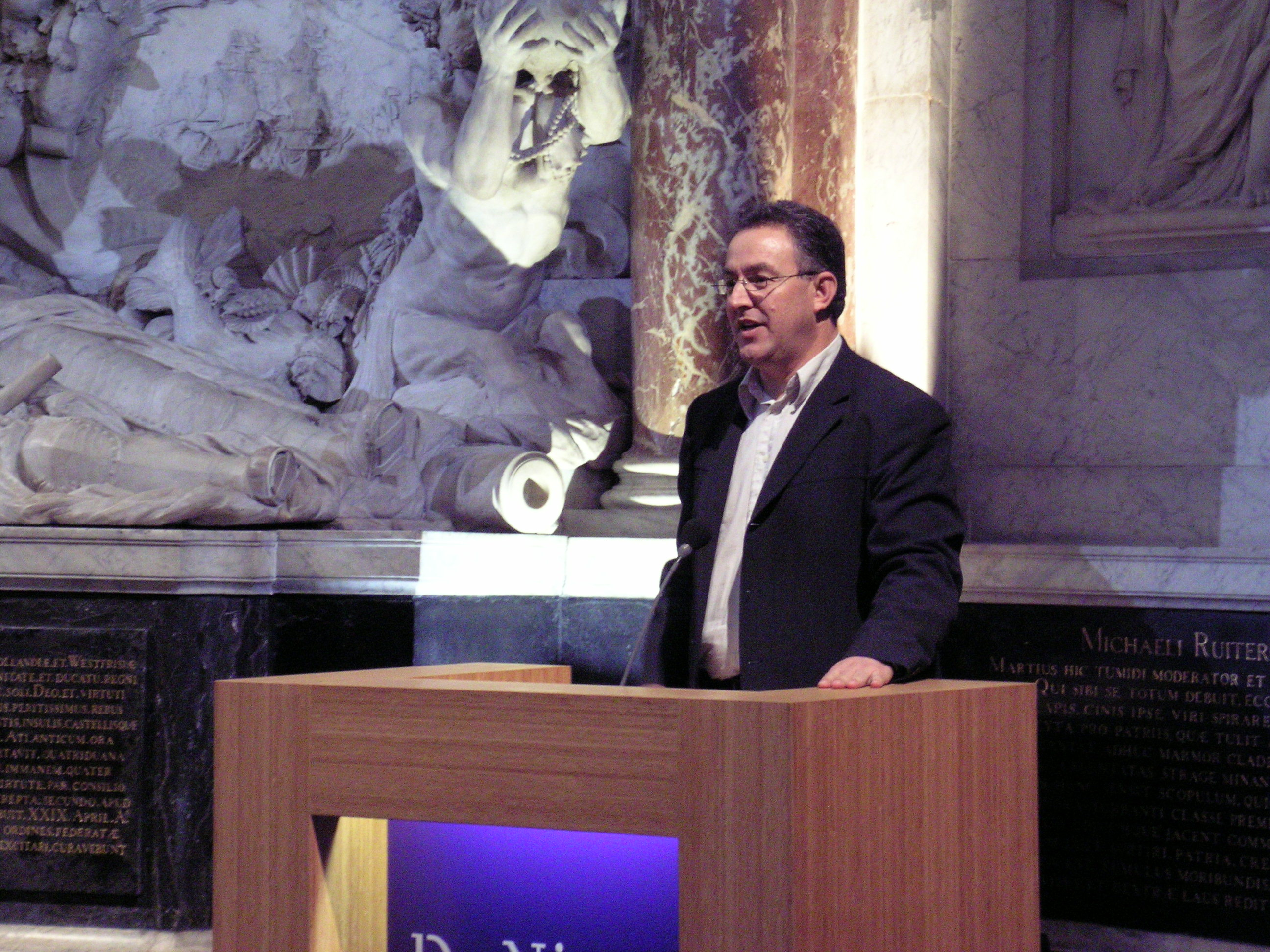
Ahmed Aboutaleb 2006-ban

## Élete
Aboutaleb egy imám fiaként nőtt fel egy kis marokkói faluban, a Rif-hegységben. Anyjával és testvéreivel 1976-ban költözött Hollandiába. Több iskolában telekommunikációt tanult, majd mérnöki diplomát szerzett. Az egyetemi tanulmányok után riporterként dolgozott a Veronica című műsornak, a NOS-rádiónak és az RTL Nieuws-nak. A holland egészségügyi minisztériumnak is dolgozott.
1998-ban a multikulturalizmussal foglalkozó Forum nevű szervezet vezetője lett. Amszterdamban városi köztisztviselő is volt. Amikor 2007-ben a Munkáspárt a parlamenti koalíció része lett, Aboutaleb a szociális ügyekért felelős államtitkár lett 2008. októberéig. Ekkoriban a populista, bevándorlóellenes Szabadságpárt (PVV) egy politikusa kettős állampolgárságára hivatkozva megkérdőjelezte Aboutaleb állampolgári lojalitását, a kérdés azonban hamarosan lekerült a holland politika napirendjéről.
Aboutalebet 2008. október 31-én Rotterdam polgármesterévé választották, 2009. január 5-én iktatták be a hivatalába, ezt követően kettős állampolgárságának problémája nem merült fel komolyan a holland közéletben. Ugyanabban az évben nevezték ki az Európai Unió Régiók Bizottsága tagjává.